# Farman F.60 Goliath

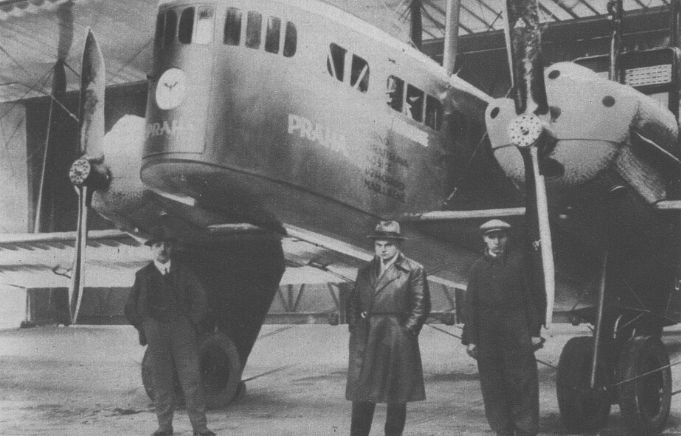
Farman Goliath của hãng CSA năm 1929

Farman F.60 Goliath là một loại máy bay chở khách, do hãng Farman Aviation Works chế tạo từ năm 1919.

## Biến thể
FF.60
F.60
F.60bis
F.60 Bn.2
F.60 Torp
F.60M
F.61
F.62 BN.4
F.63 BN.4
F.65
F.66 BN.3
F.68 BN.4
F.4X
F.140 Super Goliath

## Quốc gia sử dụng

### Dân sự
Colombia
- Compañía Colombiana de Navegación Aérea (C.C.N.A.)

 Pháp
- Farman Airlines (Société Générale des Transports Aériens, SGTA)
- Compagnie des Grands Express Aériens (CGEA)
- Compagnie des Messageries Aériennes (CMA)
- Air Union

 Bỉ
- Société Nationale pour l'Etude des Transports Aériens (SNETA)

 Czechoslovakia
- Československé státní aerolinie (ČSA)
- Československá letecká společnost (ČLS)

### Quân sự
Pháp
- Không quân Pháp
- Hải quân Pháp

 Bỉ
- Không quân Bỉ

 Czechoslovakia
- Không quân Tiệp Khắc

 Italy
 Nhật Bản
 Perú
- Không quân Peru
- Hải quân Peru

 Ba Lan
- Không quân Ba Lan

 Liên Xô
- Không quân Liên Xô

 Tây Ban Nha
- Không quân Tây Ban Nha

## Tính năng kỹ chiến thuật (F.60)

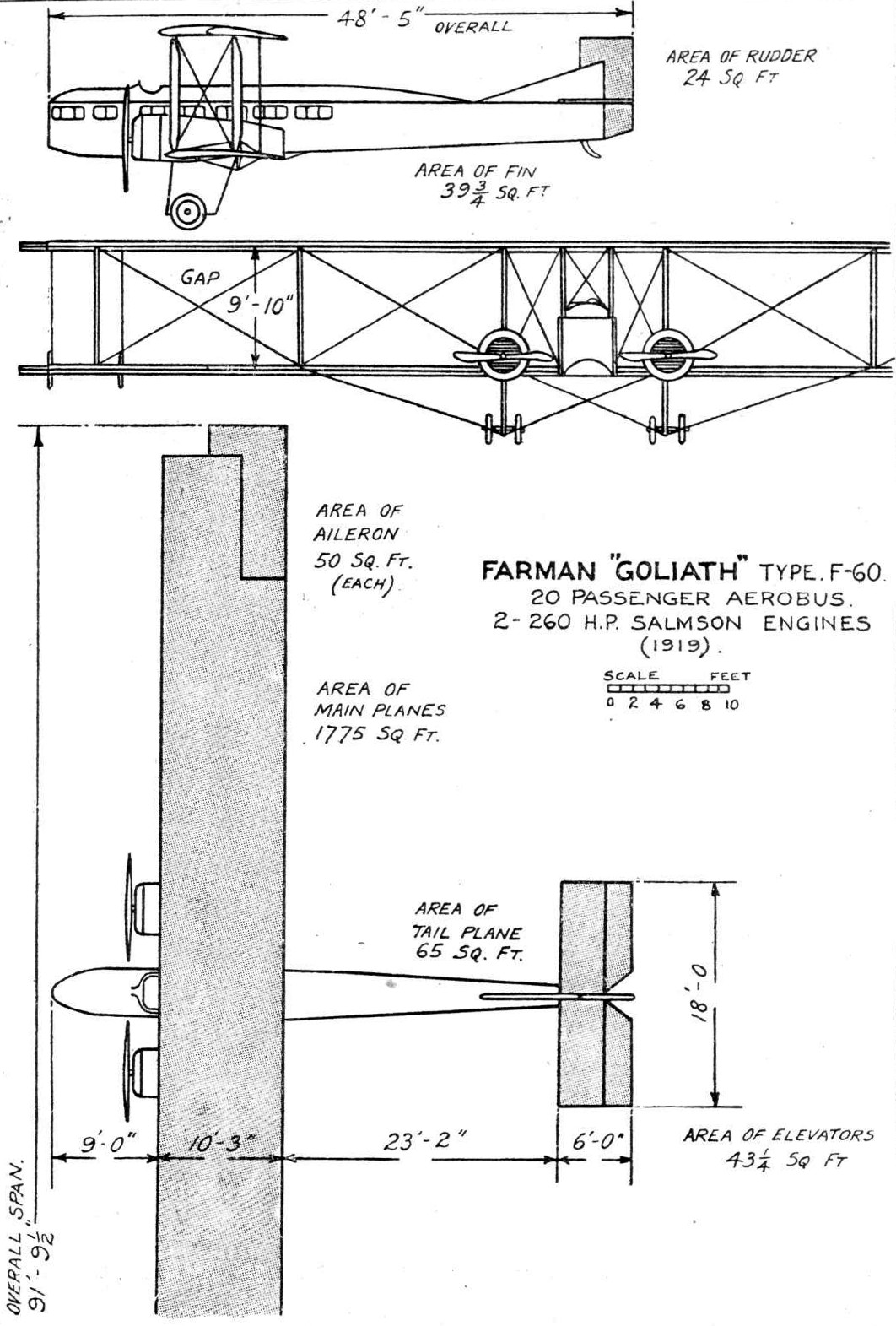
Farman F.60

Dữ liệu lấy từ Histoire Mondiale des Avions de Ligne
Đặc điểm tổng quát
- Kíp lái: 2
- Sức chứa: 12-14 hành khách
- Chiều dài: 14,33 m (47 ft)
- Sải cánh: 26,50 m (86 ft 11 in)
- Chiều cao: 5 m (16 ft 5 in)
- Diện tích cánh: 161 m² (1730 ft²)
- Trọng lượng rỗng: 2500 kg (5.510 lb)
- Trọng lượng có tải: 4770 kg (10.510 lb)
- Trọng tải có ích: 3000 kg (6.610 lb)
- Động cơ: 2 × Salmson Z.9, 312 kW (424 hp) hoặc 260 hp (190 kW)  mỗi chiếc

 Hiệu suất bay 
- Vận tốc cực đại: 140 km/h (87 mph)
- Vận tốc hành trình: 120 km/h (75 mph)
- Tầm bay: 400 km (250 mi)
- Trần bay: 4000 m (13.100 ft)